# Hilde On TV?
Hilde On TV? (títol en noruec Hilde på TV?) va ser la contribució de Noruega al Festival de la televisió de Montreux de 1986 amb Anne Marit Jacobsen en el paper principal. Va ser escrit i dirigit per Wayne McKnight i Robert Williams. Durava uns 30 minuts i fou emès per la Norsk Rikskringkasting el 19 d'abril de 1986.

## Argument
Des del lloc web de NRK:
| « | la mare de família Hilde Olsen que es veu engolida per la televisió en el sentit més literal de la paraula. Des del sofà, la resta de la família veu de sobte la mare a la pantalla, ha sortit del sofà i ha desaparegut dins la caixa del televisor durant una nit. Apareix en una òpera, en una actriu de "Fame", en la sèrie Dallas, en un joc espectacle italià on és ben vista, en un programa de Benny Hill, un programa de la televisió xinesa i molt més. | » |

## Repartiment
- Anne Marit Jacobsen - Hilde[1][2]
- Kalle Øby - Ole[2]
- Anita Juveli - Filla[2]

## Altres col·laboradors
- Bjørn O. Berg[2]
- Kjersti Berge[2]
- Terje Bjørkvold[2]
- Richard Brunæs[2]
- Preben Dietrichson[2]
- Cherri Døhlen
- Georg Enderle[2]
- Solrun Fluge[2]
- Ivar Gilhuus[2]
- Drude Haga[2]
- Jack Hansen[2]
- John Runar Hansen[2]
- Hein Espen Hattestad[2]
- Hans Fredrik Jacobsen[2]
- Frederic Konrad[2]
- Bastian Lie-Nielsen[2]
- Britt Karin Lunden[2]
- Roy Markussen[2]
- Wayne McKnight[2]
- Ingrid Meland[2]
- Stig Mæhle[2]
- Lella Nilssen[2]
- Mami Nøddelund[2]
- Sara Ousdal[2]
- Trond Pedersen[2]
- Arve Ramsey[2]
- Finn Schau[2]
- Per Anstein Solberg[2]
- Calvin Ray Stiggers[2]
- Karl Sundby[2]
- Siri T. Walderhaug[2]
- Arlene Wilkes[2]
- Einar Wøhni[2]
- Gunnar Aas[2]